# Trigonometrischer Punkt

Kopf eines TP-Pfeilers bei Possenhofen, Starnberger See (Bayern). Das Dreieck kennzeichnet hier die Südseite.

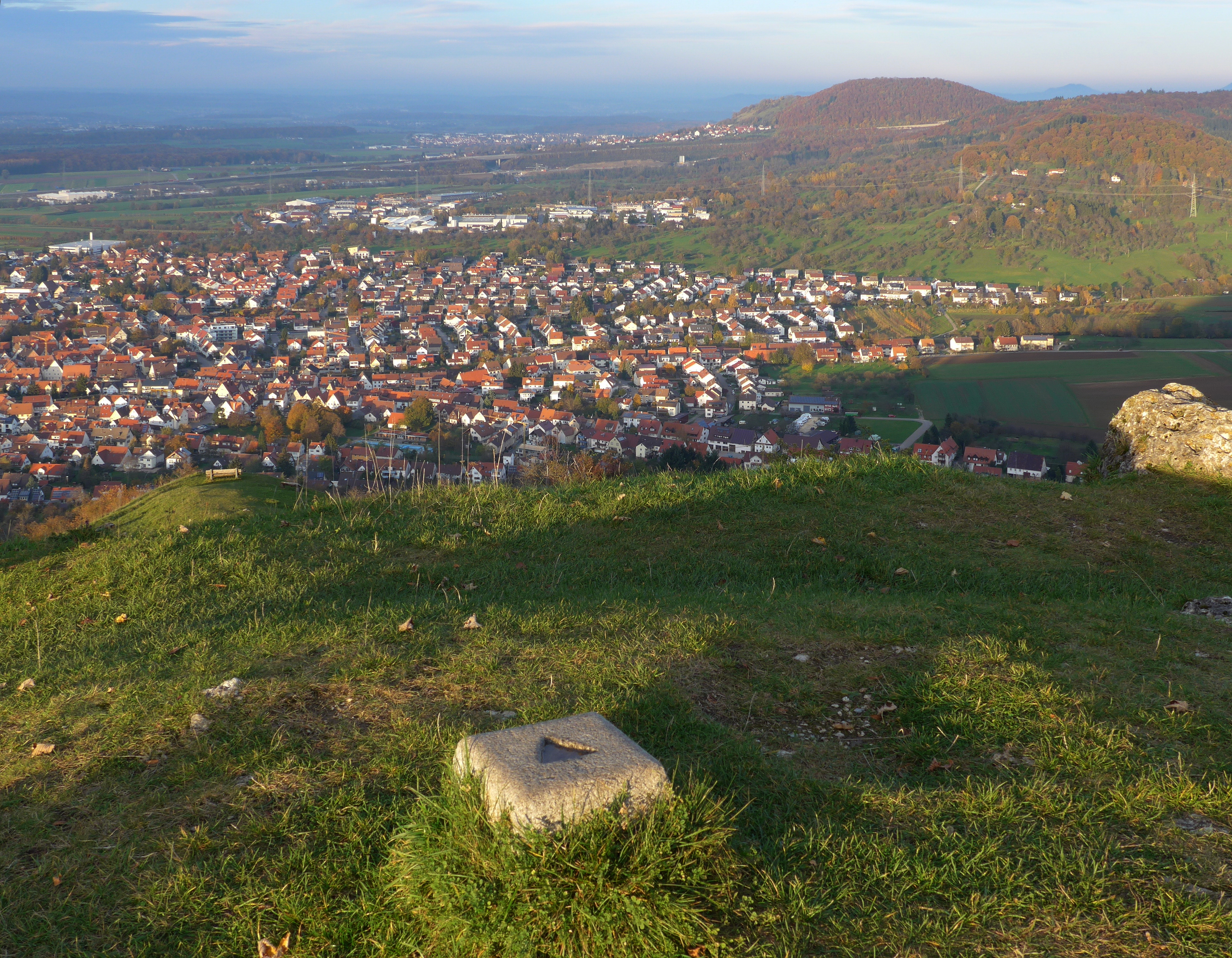
TP (vorn) auf dem Gipfel der Limburg

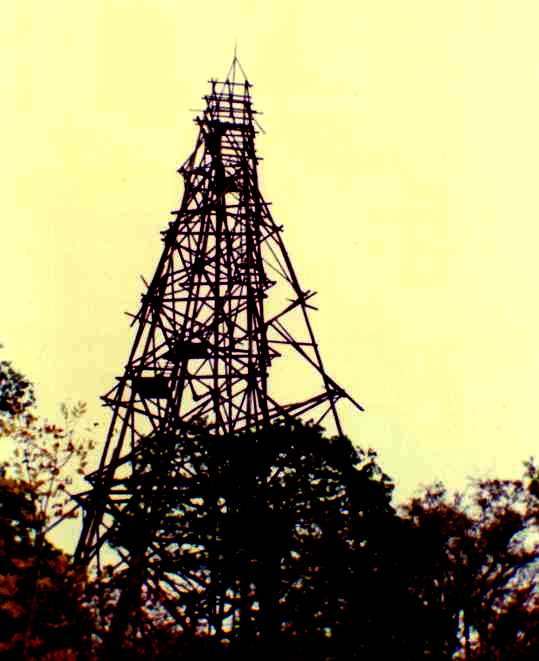
Alter Signalturm des Trigonometrischen Punktes 1. Ordnung auf der Hainleite bei Oldisleben, aufgenommen 1990 kurz vor seiner Zerstörung. Baujahr unbekannt, stand aber bereits in den 1950er Jahren. Er war der letzte Turm seiner Sorte und bestand aus 2 ineinander verschachtelten Türmen aus Holz und obenauf eine dreiseitige Holzpyramide.

Ein trigonometrischer Punkt (TP) oder Triangulationspunkt ist ein Beobachtungspunkt der Landesvermessung bzw. eines größeren Dreiecksnetzes. Er bildet mit seinen Koordinaten und seiner Vermarkung (Stabilisierung im Gelände) eine wesentliche Grundlage für Geodäsie und Kartografie. Die mit der Ausführung der Triangulation beschäftigten Vermessungsingenieure wurden früher als Trigonometer bezeichnet.
In den topografischen Karten sind die TP als kleine Dreiecke markiert. Im Gelände dienen solche Punkte für geodätische Anschlussmessungen, ihre genaue Orientierung und als Fixpunkte für örtliche Vermessungen.

## Hoch- und Bodenpunkte

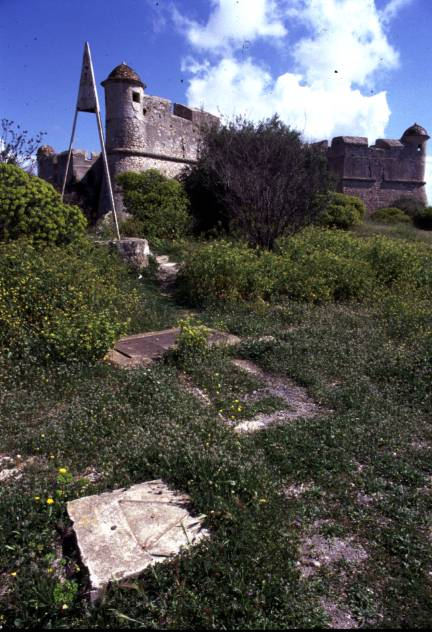
Hoch- und Bodenpunkt auf dem Mont Alban in Frankreich

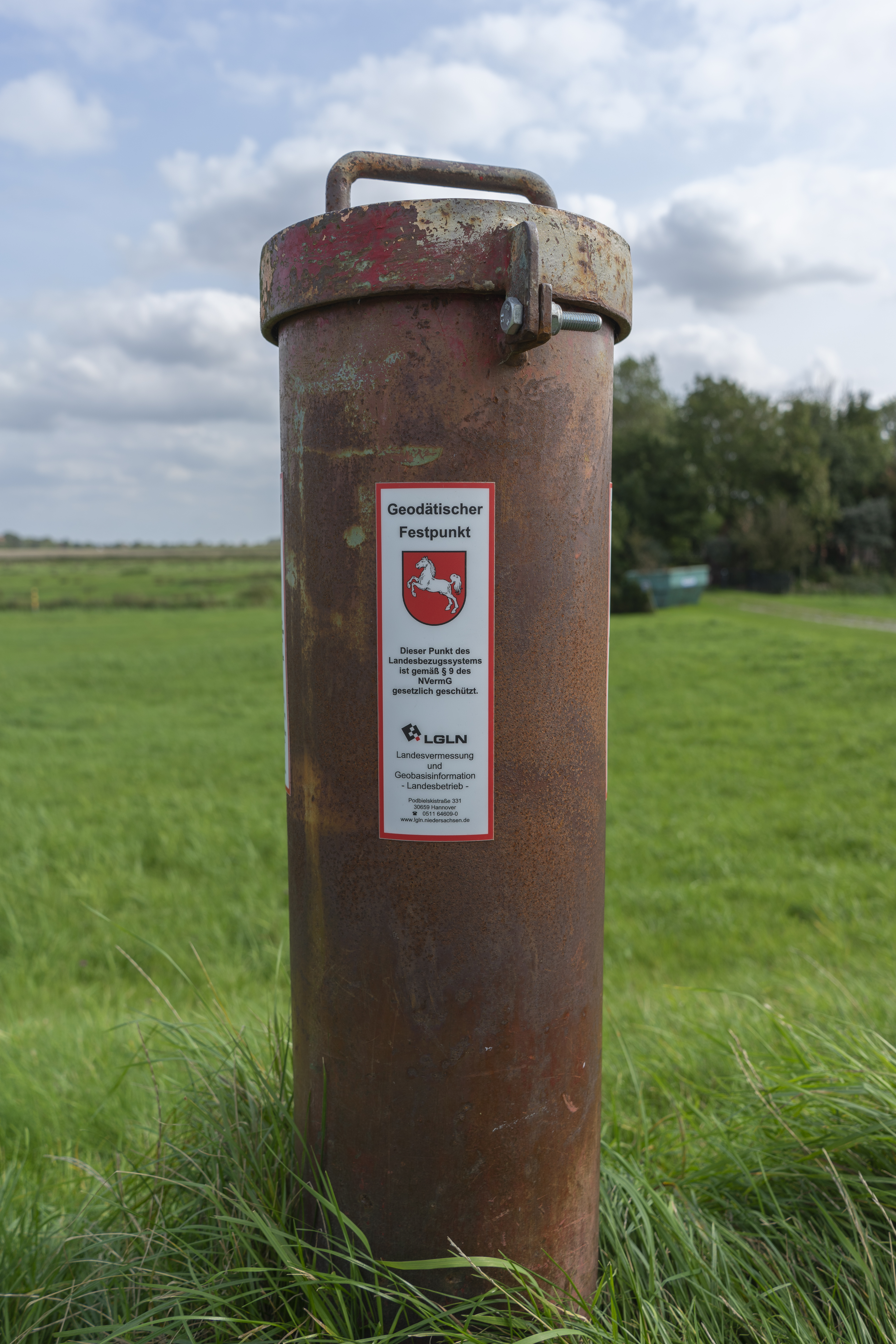
Markierungsstelle mit Hinweis (Niedersachsen)

Man unterscheidet Hochpunkte und Bodenpunkte:
- Hochpunkte sind oftmals Spitzen von Kirchtürmen (es gilt meist der Turmknopf unter dem Kreuz) oder andere deutlich sichtbare Punkte auf hohen Gebäuden, ferner Gipfelkreuze, symmetrische Fabrikschlote und hohe Sendeantennen. Sie dienen meist als Zielpunkt und nur in Sonderfällen (Laterne, Turmstube, Exzenter) als Standpunkt für eine Messung.
- Bodenpunkte sind im freien Gelände durch eine unterirdische Granit- oder Stahlplatte vermarkt, die etwa 1 Meter tief liegt und in deren Mitte eine Kreuzmarke eingemeißelt ist. Darüber wird als sichtbare „Tagesmarke“ stehend ein Pfeiler (langer Granitstein) mit quadratischem Querschnitt eingegraben, dessen Kopfstück etwa 20 cm aus der Erde ragt und ebenfalls ein Meißelkreuz oder ein Bohrloch besitzt, das sich genau über dem Kreuz der unterirdischen Platte befindet.

In Deutschland tragen die Pfeiler auf der Nordseite meist ein Dreieck und auf der Südseite die Buchstaben „TP“. In Österreich, Ungarn etc. ist hingegen „KT“ (Katastertriangulierung) genordet eingraviert; im Osten sind auch pyramidenförmig zugespitzte „KF“-Steine in Gebrauch.
Zur Absicherung werden wichtige TPs an zusätzliche Vermessungspunkte in unmittelbarer Nähe „angehängt“, d. h. durch Sperrmaße kontrollierbar versichert. Bei TPs in der Nähe von Gebäuden kann ein Teil der aufwendigen Vermarkung entfallen und z. B. durch Turmbolzen an Kirchen oder durch „Zwillings-Steine“ abgesichert werden.
Für genaue Messungen im TP-Feld wird der Bodenpunkt freigelegt und danach der Pfeiler wieder zentrisch über der Platte eingegraben. Für alle anderen Zwecke („örtlicher Anschluss“) reicht in der Regel die Kreuzmarke auf der Steinoberfläche.
TP sind keine Höhenfestpunkte. Insbesondere bei Pfeilern kann sich die Höhe durch das Aus- und Eingraben ändern. Zur Kontrolle der horizontalen Lage werden nach Möglichkeit in der unmittelbaren Nähe noch einige Sicherungspunkte angelegt, deren Abstand zum TP genau bekannt ist. In Ortschaften können Bodenpunkte auch an Straßen oder Gehwegen in kleinen Vertiefungen liegen, die durch einen Deckel verschlossen sind. Für TPs mit niedriger Priorität (4. bis 5. Ordnung, s. unten) sind auch abdeckbare Metallmarken in Gebrauch.

## Vermessungspfeiler und Signalbauten
Manche Punkte im Netz erster Ordnung oder wichtige Kontrollpunkte z. B. bei Staumauern werden anstelle von Granitsteinen mit Vermessungspfeilern vermarkt, die etwa 120 cm hoch sind. Sie müssen mindestens 80 cm tief fundiert oder direkt auf gewachsenem Fels errichtet werden (Frosttiefe ≈60 cm). Der Querschnitt beträgt mindestens 35 cm × 35 cm, in den oben eine Edelstahl- oder Messingplatte eingelassen ist, auf die das Messinstrument (Universalinstrument, Theodolit usw.) genau zentrisch aufgesetzt wird. Astronomische und Laplacepunkte haben i. A. einen größeren Querschnitt, um auch ein Passageinstrument oder ein Astrolabium aufstellen zu können. Für besonders heikle Messungen – z. B. auf den Portalpunkten eines Tunnels – wird als Stand für den Beobachter ein hölzernes Podest errichtet, um auch eine geringste Pfeilerneigung zu vermeiden.
Zur Verdichtung und Überprüfung von trigonometrischen Netzen der Landesvermessung wurden die TP früher mit eigenen Signalbauten (Hochstände bzw. Vermessungstürme oder „Pyramiden“) aus Holz oder Metall gekennzeichnet. Diese Signale wurden oft permanent errichtet, da sie für Winkelmessungen aus größerer Entfernung (3 bis 30 km) angezielt werden mussten. Auf besonders wichtigen TP wurden diese Signale als Türme mit bis zu 40 m Höhe errichtet. Wegen der guten Sichtverhältnisse wurden zahlreiche Signal- und Beobachtungstürme später als Aussichtspunkte entdeckt und ausgebaut:

## TPs auf Aussichtswarten (Auswahl)
- Ameisberg und Nebelstein im Mühl- und Waldviertel, Österreich
- Annaturm auf dem Bröhn im Deister, Deutschland
- Aubergwarte auf dem Auberg, Österreich
- Ebersnackenturm auf dem Ebersnacken, Deutschland
- Aussichtsturm auf dem Eschkopf, Deutschland
- Aussichtsturm auf dem Götzer Berg (Groß Kreutz (Havel), Brandenburg, Deutschland), Neubau 2012, TP ist ein Bodenpunkt daneben
- Hermannskogel-Warte bei Wien (früherer Fundamentalpunkt Österreichs)
- Aussichtsturm Müggelturm auf dem Kleinen Müggelberg in (Berlin-Köpenick, Berlin, Deutschland), Neubau 1961, TP ist ein Bodenpunkt, der Fundamentalpunkt des Soldner-Koordinatensystems 18 des Preußischen Liegenschaftskatasters war
- Radspitzturm auf der Radspitze, Deutschland
- Aussichtsturm auf dem Sněžník (Hoher Schneeberg), Tschechien
- Bismarckturm auf dem Tanečnice (Tanzplan), Tschechien
- Fernsehturm auf dem Kulpenberg im Kyffhäusergebirge, der eigentliche TP steht daneben als große Steinsäule. Der Vorgängerbau des Fernsehturms  war ein für seine Zeit typischer ineinander verschachtelter TP-Signalturm (ineinander verschachtelter Doppelturm aus Holz über dem eigentlichen TP)
- Dazu kommen zahlreiche TPs auf Aussichtsplattformen von Berggipfeln

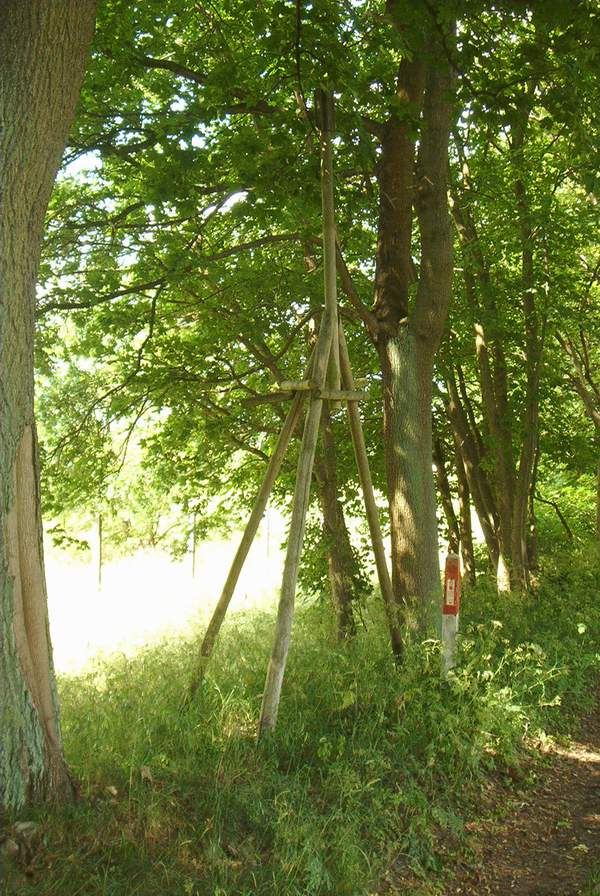
Signalbau (Pyramide) bei Dallmin in Brandenburg
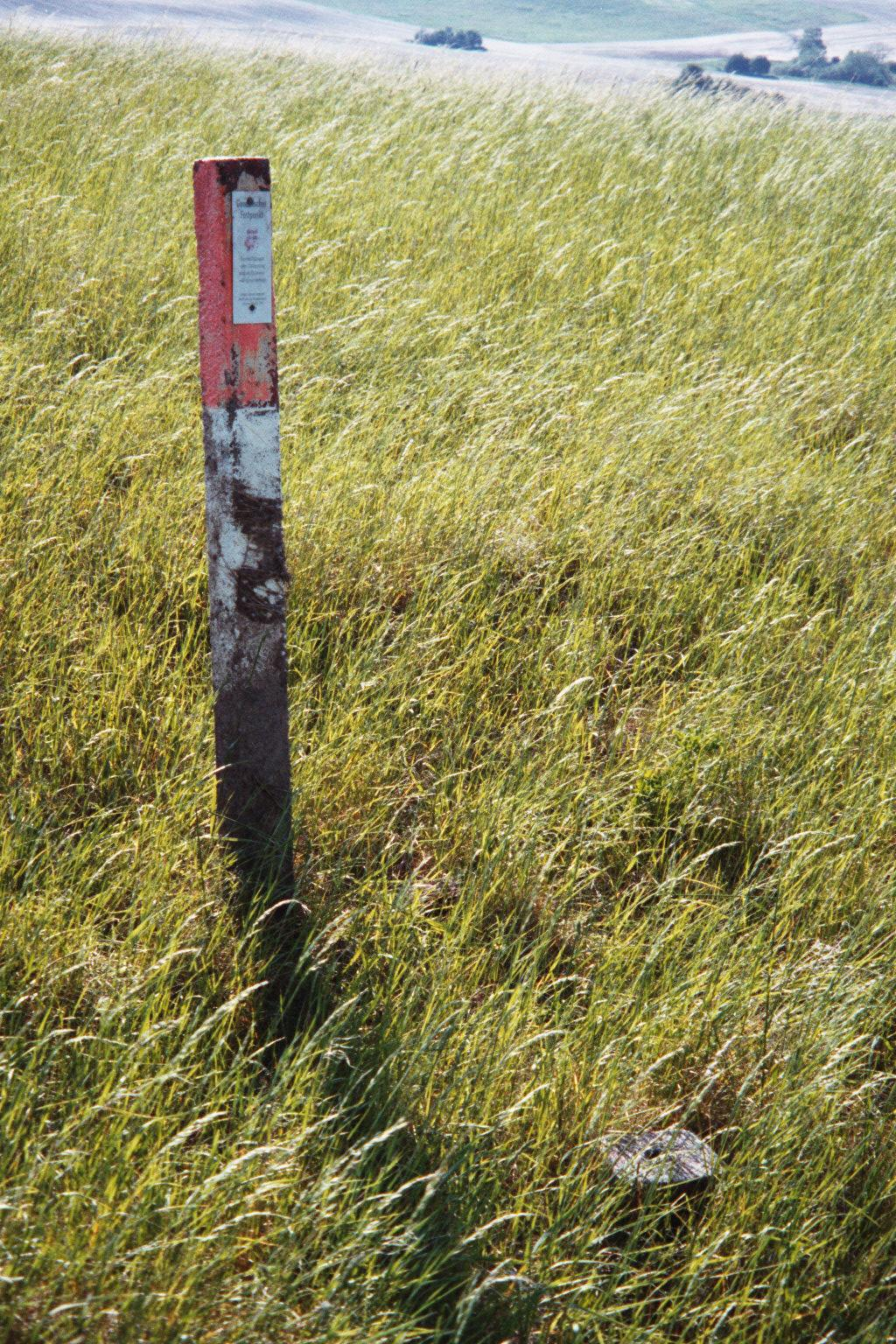
TP am Barenberg (Klein Vielen) mit Betonsäule als Auffindehilfe und Schutz
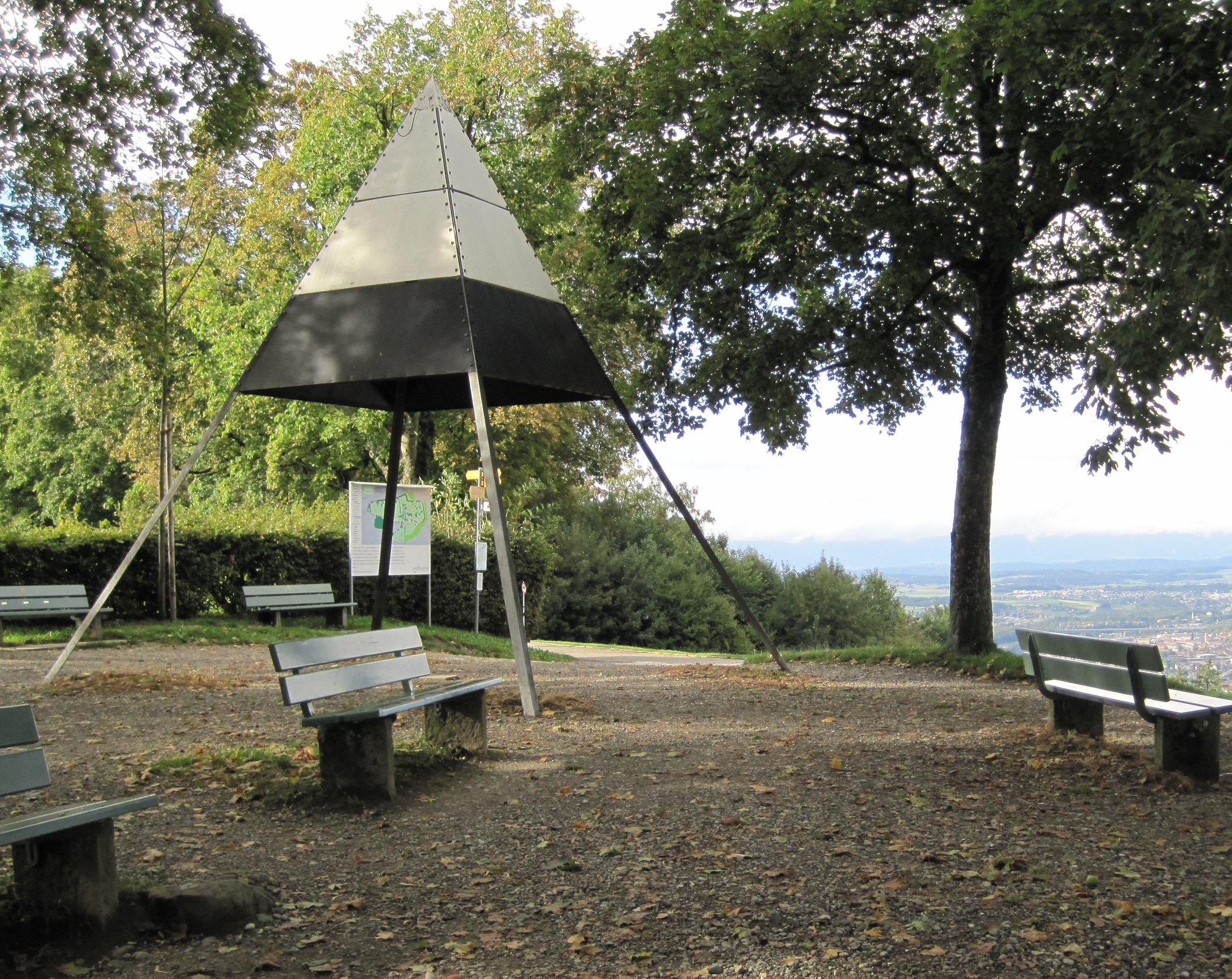
Pyramidensignal; TP am Fußpunkt der Pyramide
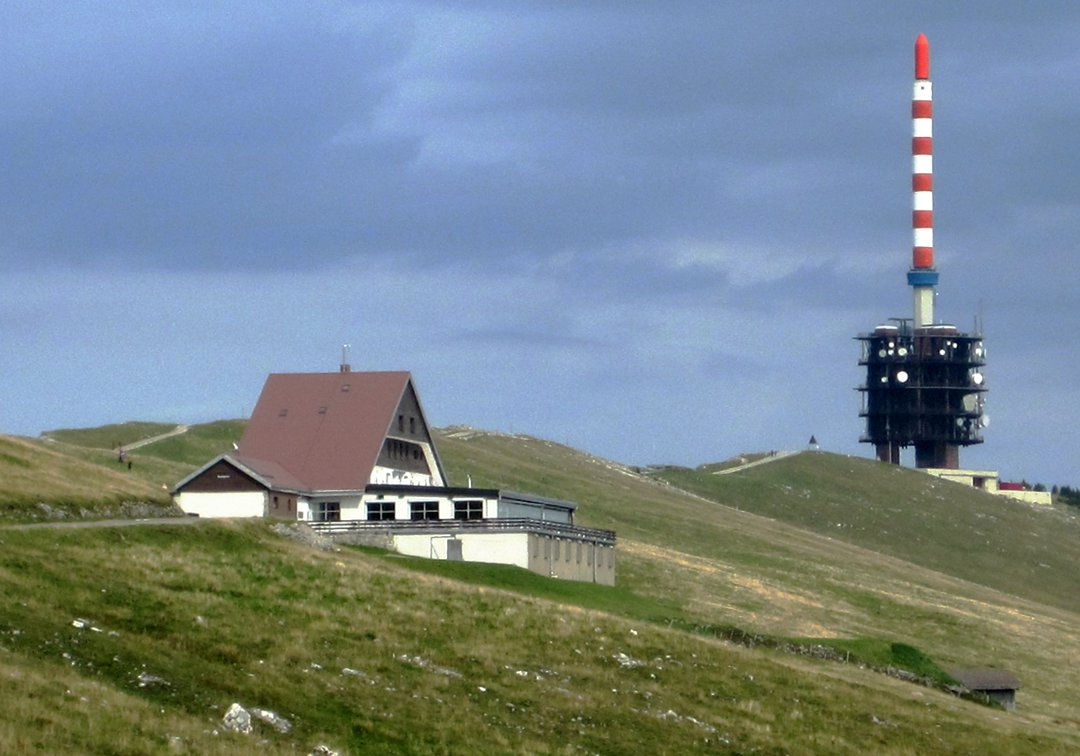
Pyramidensignal, links nahe dem Funkturm auf dem Chasseral
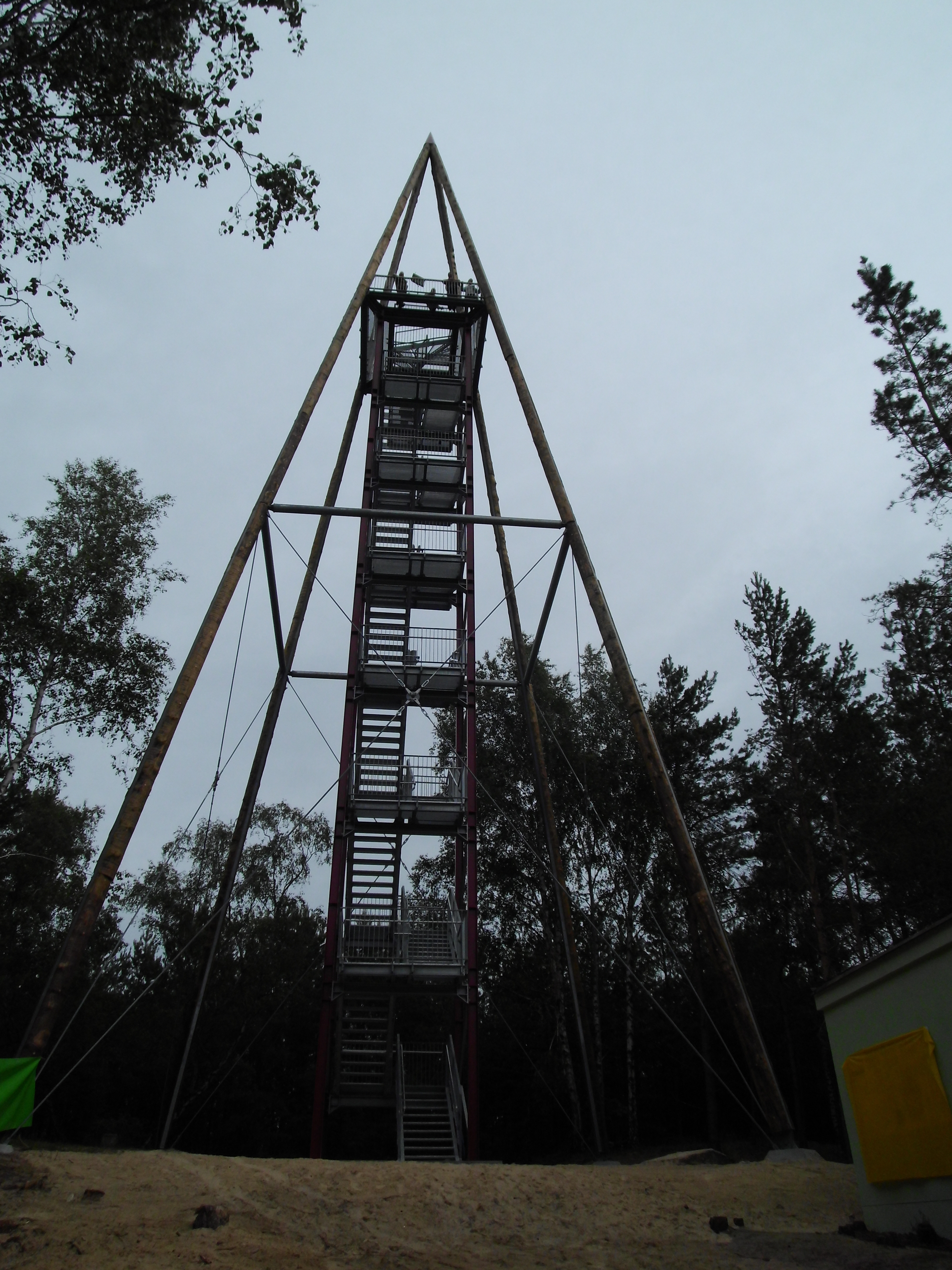
Aussichtsturm auf dem Götzer Berg, TP liegt daneben
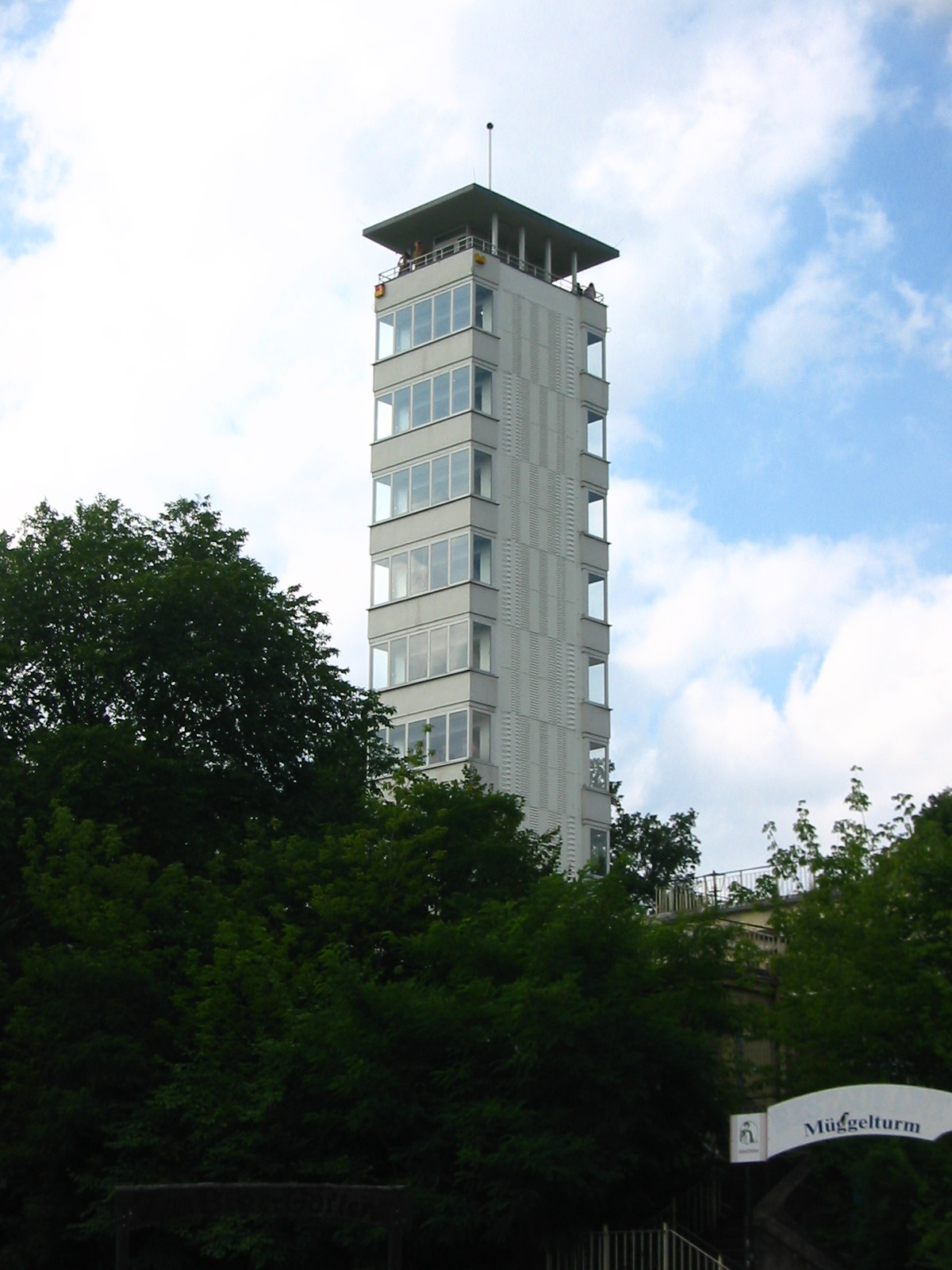
Aussichtsturm auf dem Kleinen Müggelberg
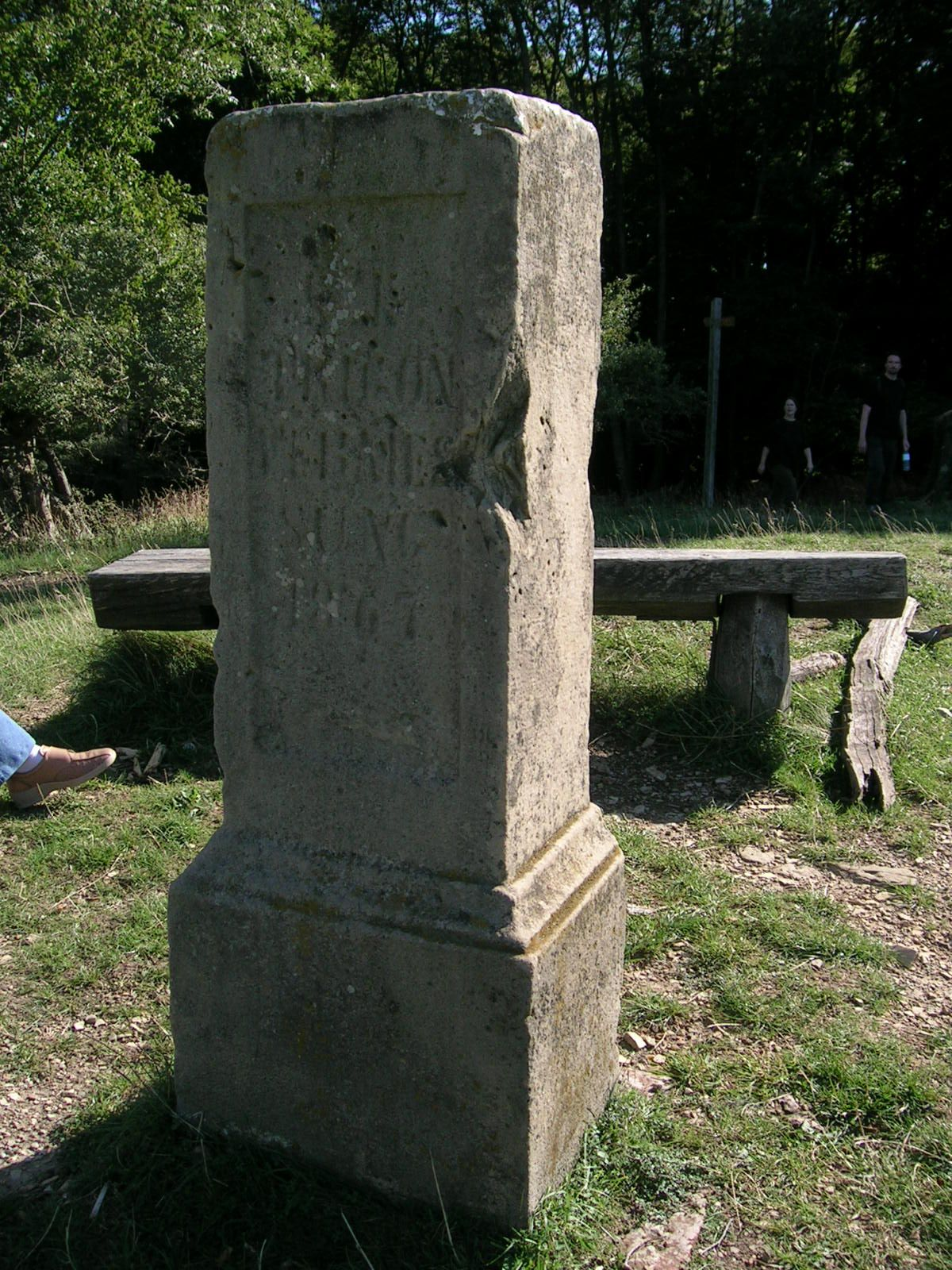
Triangulationspfeiler „Wienerblick“ von 1867, am Steilhang westlich der Stadt
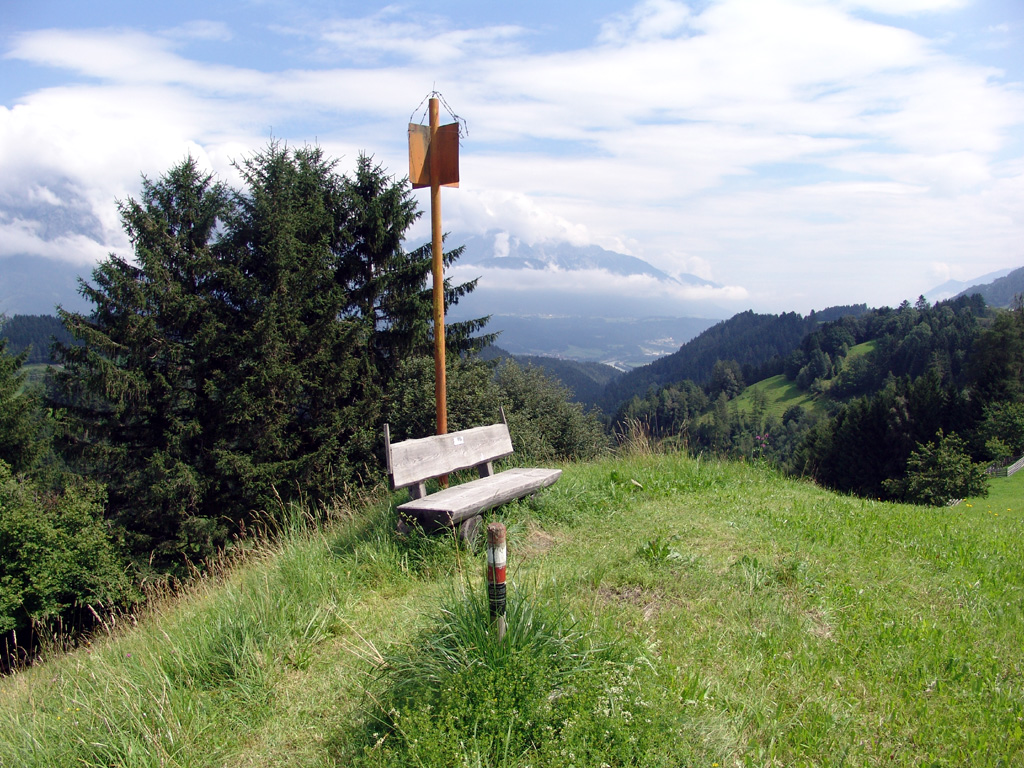
Triangulierungspunkt in Tirol mit Hinweispflock (rot-weiß markiert) und Stangensignal
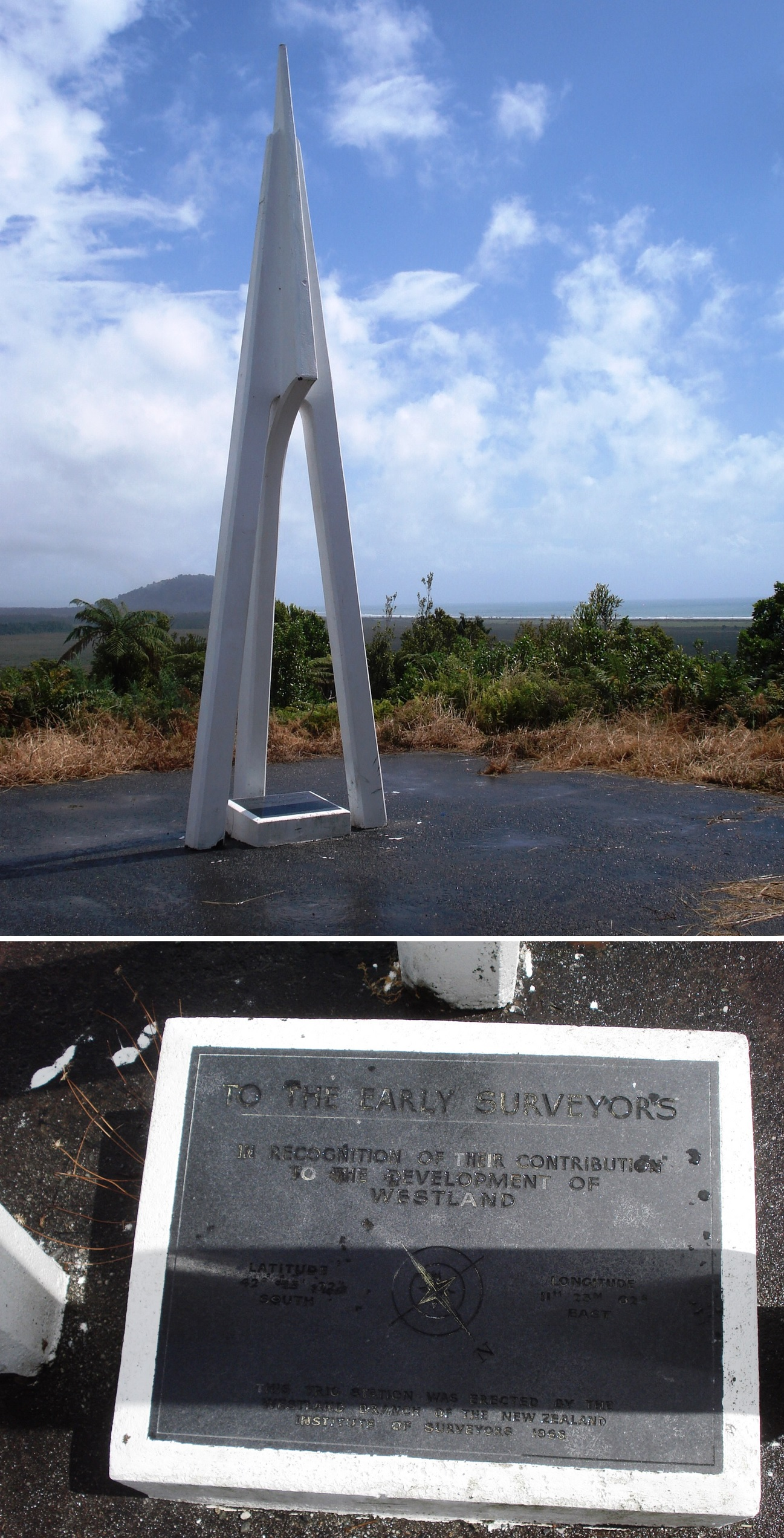
Trigonometrischer Punkt mit Tafel in Neuseeland, Südinsel, im Westland District

Da man in den letzten Jahren die Koordinaten von Neupunkten zunehmend mit satellitengestützten Verfahren (GPS) bestimmt, werden die Signalbauten teilweise entbehrlich. Kleinere Signalbauten kann man vereinzelt noch finden, in Gebirgsländern vor allem als Stangensignale. Vermessungspunkte auf schwer zugänglichen Bergen in Asien oder Amerika werden auch noch durch „Steinmännchen“ signalisiert, zentrisch aufgebaute Steinhaufen, die im Theodolit bis zu 40 km weit erkennbar sind.

## Denkmale an TP

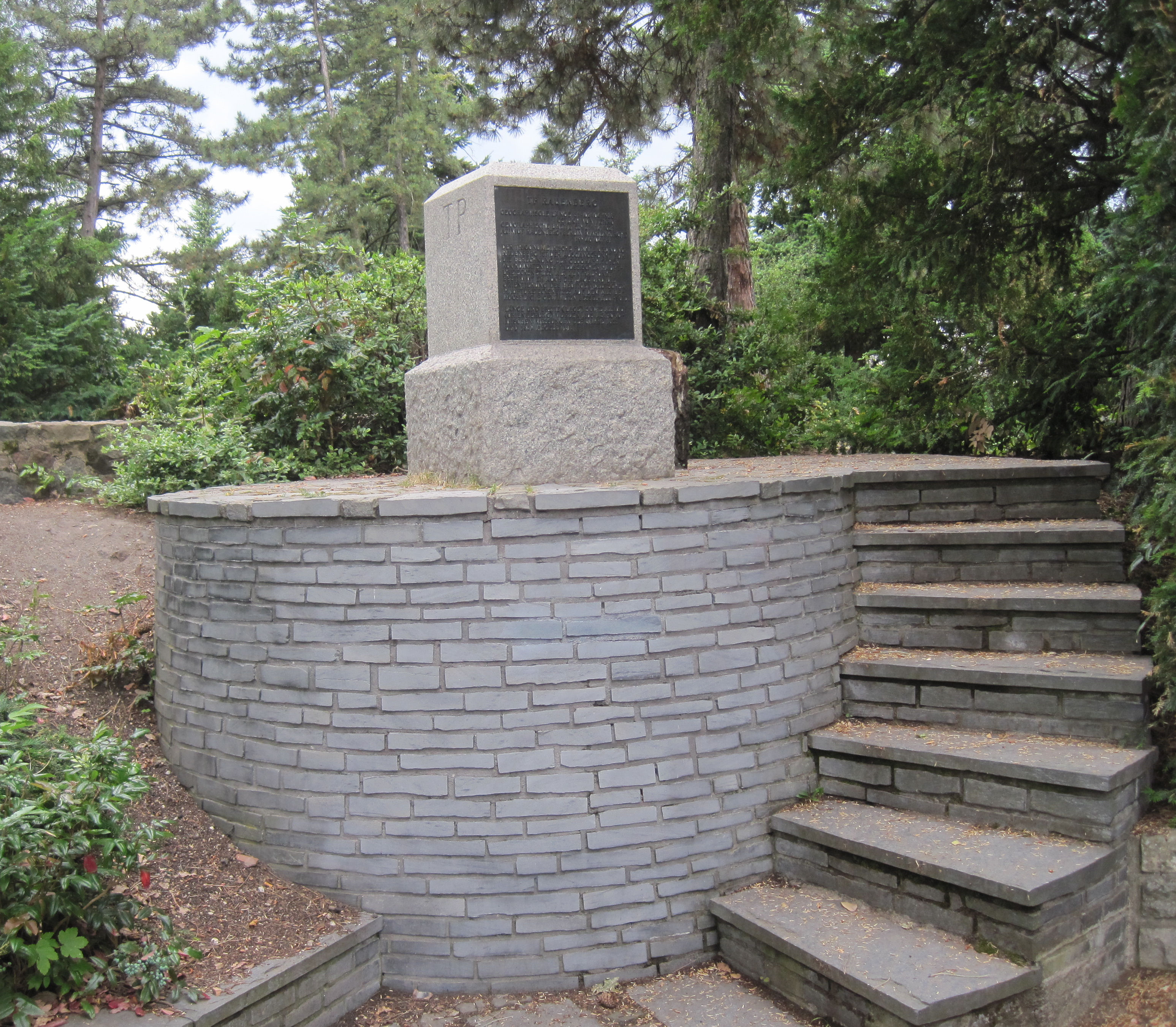
Denkmal zur Erinnerung an den TP Rauenberg in Berlin-Tempelhof

Die Landesvermessung mit den grundlegenden trigonometrischen Punkten ist Teil unserer technischen Geschichte. Vereinzelt finden sich an TP-Orten Denkmale zur Erläuterung des Ortes und zur Erinnerung an seine technische Geschichte.
- Der TP Rauenberg ist der Fundamentalpunkt des Deutschen Hauptdreiecksnetzes (DHDN). Er befindet sich auf der früher als „Rauenberg“ bzw. „Rauhenberg“ benannten Anhöhe im Berliner Bezirk Tempelhof-Schöneberg in der heutigen Grünanlage Marienhöhe. Im Jahr 1985 wurde an diesem Ort ein Denkmal errichtet.

Eine Reihe von bestehenden TP sind auch eigenständig unter Denkmalschutz gestellt worden, so z. B. der trigonometrische Punkt „Aufm Bremerhaufen“ bei Drolshagen oder der trigonometrische Punkt „Engelsberg“ bei Olpe.

## Netze 1. bis 4. Ordnung
Auf dem Grundlagennetz der Triangulationspunkte 1. Ordnung – die in etwa 20–50 km gegenseitiger Distanz liegen – bauen engmaschigere Vermessungsnetze auf: vom Netz 2. Ordnung mit etwa 10 km Punktdistanz – in der früher üblichen Arbeitsweise – bis herab zur 4. Ordnung in km-Abständen. Ab der 3. Ordnung sind die TPs weniger aufwendig vermarkt, weil sie bei Zerstörung oder beim Überwachsen leichter wiederhergestellt werden können. In Österreich, Ungarn und einigen Nachbarländern werden diese Punkte als etwa 80 cm tief reichende Granitsteine vermarkt und KT-Steine genannt (nach der früheren Kataster-Triangulation von Österreich-Ungarn).
In Niedersachsen gehen einige trigonometrische Punkte noch auf die Hannoveranische Landesvermessung von Carl Friedrich Gauß zurück. Ein besonderer Punkt ist der TP Rauenberg: Er ist der Fundamentalpunkt des Deutschen Hauptdreiecksnetzes (DHDN) – analog wie der oben erwähnte Hermannskogel für Österreichs Landesvermessung.